# Alexander Bollo
Alexander Bollo (25. února 1927 - ???) byl slovenský a československý politik Komunistické strany Slovenska a poúnorový poslanec Národního shromáždění ČSSR.

## Biografie
Ve volbách roku 1960 byl zvolen za KSS do Národního shromáždění ČSSR za Západoslovenský kraj. V parlamentu setrval až do konce funkčního období, tedy do voleb roku 1964.
K roku 1982 se uvádí jako předseda Okresního národního výboru Galanta.